# 莫克維河
42°44′53″N 41°24′50″E / 42.7481°N 41.4139°E
莫克維河是格魯吉亞的河流，位於該國西部阿布哈茲，河道全長47公里，流域面積336平方公里，發源自大高加索山脈，最終注入黑海，河水來自融雪、雨水和地下水。